# Чинтамани Нагеса Рамачандра Рао
Чинтамани Нагеса Рамачандра Рао (инд. सी॰ एन॰ आर॰ राव; рођен 30. јуна 1934) индијски је хемичар и академик, инострани члан састава Одељења природно-математичких наука Српске академије науке и уметности од 12. децембра 1985. и Одељења хемијских и биолошких наука од 28. маја 1998.

## Биографија
Дипломирао је на Универзитету у Мусореу са седамнаест година, а магистрирао са деветнаест. Докторирао је на Универзитету Пердју са двадесет четири године, 1958. Придружио се 1959. године Индијском технолошком институту као најмлађи предавач. Радио је као професор на институту 1963—1976, као оснивач и председавајући Јединице за чврсто стање и структурну хемију и Лабораторије за истраживање материјала Индијског института за науку 1977—1984. и као директор 1984—1994, на Универзитету у Велсу 1993—1997, као екстерни професор на Универзитету у Пурди од 2004, као гостујући професор на Универзитету у Саутемптону 2007—2010, на Универзитету у Кембриџу од 2007. и као уважени гостујући професор на Универзитету Калифорније у Берклију 2008—2011. Члан је Индијске академије наука, Индијске националне академије наука, дописни је члан Словеначке академије наука и уметности, почасни је инострани члан Америчке академије наука и уметности, инострани је члан Пољске академије наука, Руске академије наука, Европске академије, Бразилске академије наука, Шпанске краљевске академије, Француске академије, почасни је члан Афричке академије наука, инострани је члан Аргентинске академије наука и Кинеске академије наука, дописни је члан Аустралијске академије наука и почасни је члан Непалске академије наука и технологије. Члан је Азијског друштва, Међународне уније за чисту и примењену хемију, Међународне организације за хемију за развој и Актуелног научног удружења. Уредник је Chemical Physics Letters, Modern Physics Letters, Journal of Solid State Chemistry, Journal of Molecular Structure, Materials Research Bulletin, Philosophical Magazine, Journal of Materials Chemistry, Chemistry – An European Journal, Solid State Sciences, ChemPhysChem, Journal of Nanoscience and Nanotechnology, Chemical Society Reviews, Bulletin of the Chemical Society of Japan, Journal of Cluster Science, Journal of Experimental Nanoscience, Chemistry – An Asian Journal, Proceedings of the Royal Society of London, Materials Horizons – Royal Society of Chemistry, Bulletin of the Chemical Society of Japan, ACS Nano – ACS Publications – American Chemical Society и ACS Applied Materials & Interfaces. Има почасне докторате са 84 универзитета из целог света, аутор је око 1774 истраживачке публикације и 54 књиге. Описан је као научник који је освојио све могуће награде у својој области осим Нобелове. Добитник је најважнијих научних награда и признања укључујући медаљу Краљевског хемијског друштва, награду Шанти Сваруп Батнагар за науку и технологију, Индијске награде за науку, награде Ден Дејвид, Краљевске медаље, ЕНИ награду, Националног ордена Легије части 2005. и признања Владе Индије од које је 16. новембра 2013. примио највећу награду у Индији, чиме је постао трећи научник који је то добио након Чандрасекара Венката Рамана и А. П. Џ. Абдула Калама. Примио је 4. фебруара 2014. награду од председника Пранаба Мукерџија.